# Ziegelhütte (Sparneck)
Ziegelhütte ist ein Gemeindeteil des Marktes Sparneck im Landkreis Hof (Oberfranken, Bayern). Ziegelhütte liegt in der Gemarkung Sparneck.

## Geografie
Anstelle der Einöde befindet sich heute (Stand 2025) das Industriegebiet Saaletal. Dieses liegt bei der Sächsischen Saale an der Kreisstraße HO 18 (Münchberger Straße).

## Geschichte
Ziegelhütte gehörte zur Realgemeinde Sparneck. Gegen Ende des 18. Jahrhunderts bestand Ziegelhütte aus einem Anwesen. Die Hochgerichtsbarkeit stand dem bayreuthischen Amt Stockenroth zu. Das Kastenamt Stockenroth war Grundherr des Gutes.
Von 1797 bis 1810 unterstand Ziegelhütte dem Justiz- und Kammeramt Münchberg. Infolge des Ersten Gemeindeedikts wurde Ziegelhütte dem 1812 gebildeten Steuerdistrikt Sparneck und der zugleich entstandenen Ruralgemeinde Sparneck zugeordnet.

### Einwohnerentwicklung
| Jahr      | 1812  | 1861  | 1871   | 1885   | 1900   | 1925   | 1950   | 1961   | 1970   | 1987  |
| Einwohner | *     | 4     | 12     | 7      | 0      | 6      | 7      | 12     | 5      | 4     |
| Häuser    | *     |       |        | 1      | 1      | 1      | 1      | 1      |        | 1     |
| Quelle    | [ 6 ] | [ 9 ] | [ 10 ] | [ 11 ] | [ 12 ] | [ 13 ] | [ 14 ] | [ 15 ] | [ 16 ] | [ 1 ] |

## Religion
Ziegelhütte war nach St. Vitus (Sparneck) gepfarrt und evangelisch-lutherisch geprägt.